# Sauvoy
 Sauvoy  es una población y comuna francesa, en la región de Lorena, departamento de Mosa, en el distrito de Commercy y cantón de Void-Vacon.

## Demografía
| 114 | 109 | 91 | 89 | 76 | 68 |
| Para los censos de 1962 a 1999 la población legal corresponde a la población sin duplicidades (Fuente: INSEE [Consultar]) |     |    |    |    |    |